# Bani de buzunar (film din 1976)

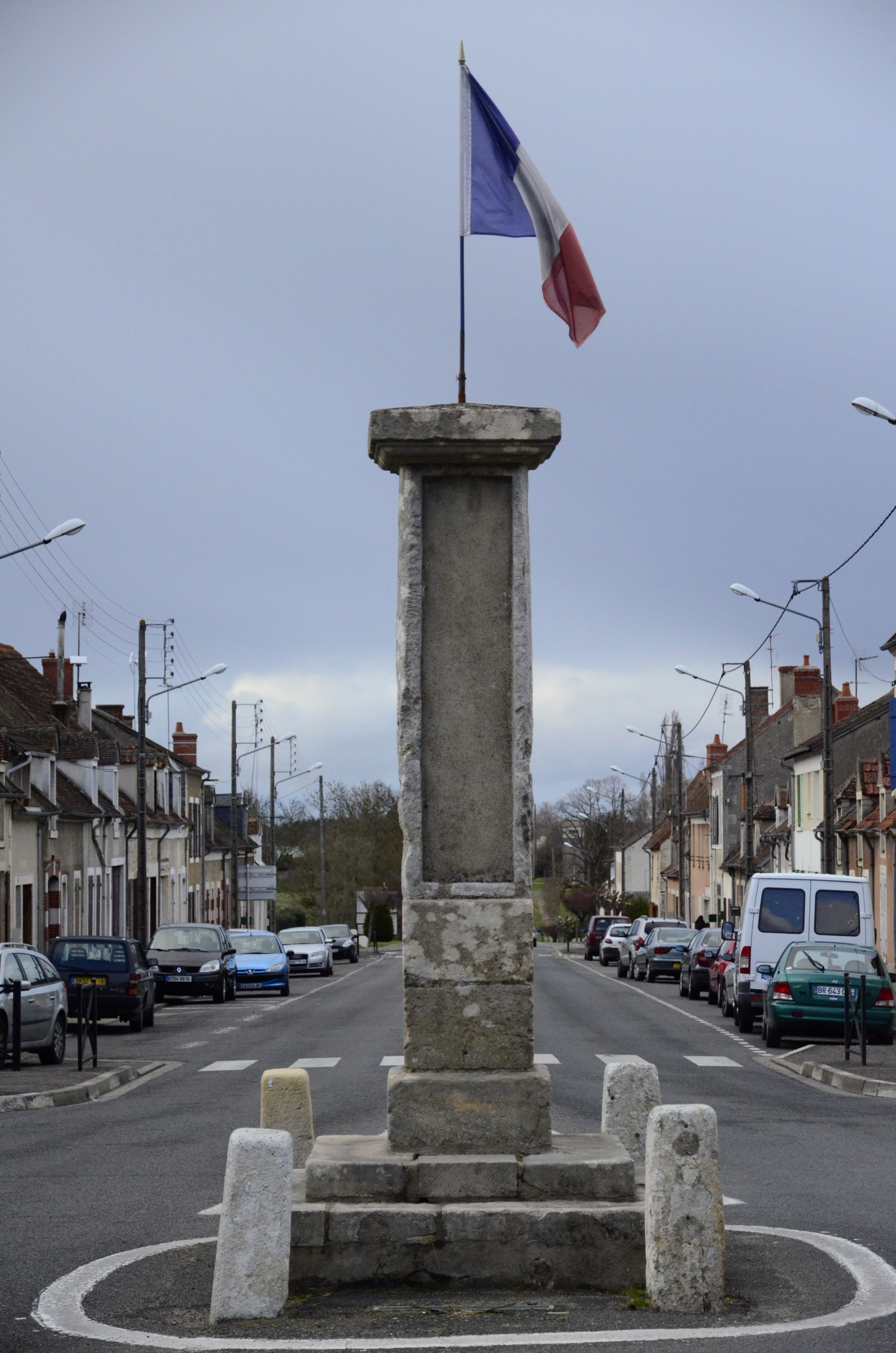
Motiv pe vederea Martinei și locul primelor secvențe din film: coloana romană din Bruère-Allichamps care marchează centrul țării

 Bani de buzunar (titlul original: în franceză L’Argent de poche) este un film francez, de comedie dramatică, realizat în 1976 de regizorul François Truffaut. Viața de zi cu zi într-un mic oraș francez este spusă din perspectiva a diferiți copii.
Protagoniștii filmului sunt numeroși copii, printre care Philippe Goldmann, Georges Desmouceaux cât și actorii Jean-François Stévenin și Chantal Mercier.

## Conținut
Martine, în drum spre o tabără de vacanță cu tatăl ei, se oprește în Allichamps, centrul geografic al Franței. Acolo îi scrie o carte poștală vărului ei Raoul. La școala lui Raoul din micul oraș Thiers, profesorul său, Jean-François Richet, a observat cartea poștală și a inclus-o în lecția de geografie. În timp ce clasa domnișoarei Petit învață Avarul lui Molière, în clasă sosește un nou elev, pe nume Julien care provine dintr-un mediu sărac. Când pleacă acasă, Patrick, colegul său de clasă, descoperă că Julien trăiește într-o baracă.
Domnul Richet se mută într-un apartament nou împreună cu soția sa însărcinată, Lydie. O vecină vine acasă cu micuțul ei fiu, Grégory, și descoperă că și-a pierdut portofelul. Îl lasă pe Grégory singur în apartament și își caută portofelul în casa scărilor. În acest timp, Grégory urcă pe pervazul ferestrei, cu o pisică în brațe. Împinge pisica afară pe fereastra deschisă și în cele din urmă cade și el de la ultimul etaj al clădirii. Ca prin minune, el rămâne nevătămat. Când mama lui îl vede înconjurat de trecătorii îngrijorați, leșină.
Părinții Sylviei, care tomai au primit un acvariu cu doi peștișori de aur, vor să iasă cu ea, să mănânce la un restaurant. Sylvie insistă să-și ia poșeta preferată, despre care părinții ei consideră că este prea veche și murdară. Deoarece fata refuză să ia alta mai bună, trebuie drept pedeapsă să rămână acasă. După ce părinții ei pleacă la restaurant, Sylvie ia megafonul tatălui ei, care este comisarul poliției, și strigă pe fereastra din curtea interioară, că îi este foame. Vecinii o observă și îi oferă ceva de mâncare. Deoarece Sylvie s-a încuiată singură în locuință și a aruncat cheia în acvariu, doi copii vecini umplu un coș cu alimente și îl coboară la fereastra ei cu o frânghie.
Julien este dat afară din clasă de învățătoare pentru că nu are manualul său cu el și fură banii din jachetele colegilor săi atârnate pe cuierele de pe coridor. Patrick, care locuiește singur cu tatăl său imobilizat într-un scaun cu rotile, tânjește după afecțiunea feminină. Patrick merge la cinema cu prietenul său Bruno și cu două fete pe nume Corinne și Patricia.
În timp ce Bruno le sărută alternativ pe Corinne și Patricia, Patrick nu știe ce să facă cu ele, de timid ce e. Este în secret îndrăgostit de mama prietenului său Laurent Riffle. Într-o zi îi cumpără trandafiri roșii și îi dăruiește. Cu toate acestea, doamna Riffle crede că tatăl lui Patrick a vrut să-i dea și că Patrick este doar mesagerul.
Un examen medical dezvăluie în cele din urmă că Julien este bătut și maltratat acasă. Ca urmare, mama și bunica lui sunt  arestate de poliție, Julien urmând să fie dat în grija unor părinți adoptivi. Domnul Richet, a cărui soție a născut între timp un băiat, vorbește elevilor săi despre Julien și încearcă să le transmită că abuzul asupra copiilor este nescuzabil.
În timpul vacanței școlare care urmează, Patrick merge într-o tabără de vară, unde o cunoaște pe Martine, de la care primește primul sărut.

## Distribuție
Copiii
- Philippe Goldmann – Julien Leclou
- Georges Desmouceaux – Patrick Desmouceaux
- Bruno Staab – Bruno Rouillard
- Laurent Devlæminck – Laurent Riffle
- Sylvie Grezel – Sylvie
- Pascale Bruchon – Martine
- Claudio De Luca – Mathieu Deluca
- Franck De Luca – Franck Deluca
- Sebastien Marc – Oscar
- Richard Golfier – Richard Golfier
- Éva Truffaut – Patricia
- Corinne Boucart – Corinne
- Jean-Marc Lentretien – un elev
- Grégory – micuțul Grégory

Adulții
- Jean-François Stévenin – Jean-François Richet, învățător
- Virginie Thévenet – Lydie Richet
- Chantal Mercier – Chantal Petit, învățătoare
- Tania Torrens – Nadine Riffle, coafeza
- Francis Devlaeminck – domnul Riffle
- René Barnerias – domnul Desmouceaux
- Nicole Félix – mama lui Grégory
- Katy Carayon – mama Sylviei
- Jean-Marie Carayon – tatăl Sylviei
- Michel Dissart – domnul Lomay
- Michele Heyraud – doamna Deluca
- Paul Heyraud – domnul Deluca
- Christine Pellé – mama lui Julien
- Hélène Jeanbrau – doctorița (nemenționat)
- Annie Chevaldonne – asistenta medicală
- Jeanne Lobre – bunica lui Julien
- Marcel Berbert – directorul școlii
- Christian Lentretien – domnul Golfier, tatăl lui Richard (nemenționat)
- Laura Truffaut – Madeleine Doinel, mama lui Oscar (nemenționat)
- François Truffaut – tatăl Martinei (nemenționat)

## Premii și nominalizări
- 1976 La Berlinale , filmul lui Truffaut a participat la concursul pentru Ursul de Aur, unde a primit Premiul Cititorilor al cotidianului Berliner Morgenpost;
- 1977 Filmul a primit premiul Kansas City Critics Circle Award pentru cel mai bun film străin;
- 1977  Nominalizare la Globul de Aur, pentru Cel mai bun film într-o limbă străină;

## Culise
Filmările au avut loc la Clermont-Ferrand, Bruère-Allichamps, Thiers, Vichy și au durat două luni. Truffaut a avut o apariție cameo într-o cămașă albastră la începutul filmului, jucând rolul tatălui lui Martine, care o aștepta în mașină. Fiicele sale Laura și Éva pot fi, de asemenea, văzute în film.
Pentru Lexiconul german al filmelor internaționale (Lexikon des internationalen Films), Banii de buzunar este un „film autobiografic, ușor și fermecător, cu o înțelegere și empatie extraordinară pentru tinerii aflați în prima pubertate”.